# Cửa khẩu Việt Nam
Cửa khẩu Việt Nam là những nơi tại Việt Nam diễn ra các hoạt động xuất cảnh, nhập cảnh, xuất khẩu, nhập khẩu, quá cảnh và qua lại biên giới quốc gia đối với người, phương tiện, hàng hoá và các tài sản khác. Từ năm 2018 nhiều cửa khẩu đã thực hiện cấp hộ chiếu điện tử (E-visa) .
Tại một số cửa khẩu có xây dựng khu kinh tế cửa khẩu. Phần lớn cửa khẩu sang Trung Quốc được nêu trong "Hiệp định về cửa khẩu và quy chế quản lý cửa khẩu biên giới trên đất liền Việt Nam – Trung Quốc" . Phần sau liệt kê danh sách các cửa khẩu của Việt Nam 
Danh sách cửa khẩu đường bộ có chứa các cửa khẩu không có trong thực tế, đã từng được dánh dấu nhưng bị xóa đi khi được biên tập lại.

## Danh sách cửa khẩu quốc tế Việt Nam

### Cửa khẩu quốc tế đường bộ
| Stt | Tên cửa khẩu Việt Nam | Tên cửa khẩu Nước ngoài | Tỉnh                    | Tới quốc gia | Khu kinh tế                               |
| --- | --------------------- | ----------------------- | ----------------------- | ------------ | ----------------------------------------- |
| 01  | Móng Cái              | Đông Hưng (东兴)        | Quảng Ninh              | Trung Quốc   | Khu kinh tế cửa khẩu Móng Cái             |
| 02  | Hữu Nghị              | Hữu Nghị quan (友誼關)  | Lạng Sơn                | Trung Quốc   | Khu kinh tế cửa khẩu Đồng Đăng – Lạng Sơn |
| 03  | Tà Lùng               | Thủy Khẩu (水口)        | Cao Bằng                | Trung Quốc   | Khu kinh tế cửa khẩu Cao Bằng             |
| 04  | Trà Lĩnh              | Long Bang (龙邦)        | Cao Bằng                | Trung Quốc   | Khu kinh tế cửa khẩu Cao Bằng             |
| 05  | Thanh Thủy            | Thiên Bảo (天保)        | Tuyên Quang             | Trung Quốc   | Khu kinh tế cửa khẩu Thanh Thủy           |
| 06  | Lào Cai               | Hà Khẩu (河口)          | Lào Cai                 | Trung Quốc   | Khu kinh tế cửa khẩu Lào Cai              |
| 07  | Ma Lù Thàng           | Kim Thủy Hà (金水河)    | Lai Châu                | Trung Quốc   | Khu kinh tế cửa khẩu Ma Lù Thàng          |
| 08  | Tây Trang             | Pang Hok (Sop Hun)      | Điện Biên               | Lào          | Khu kinh tế cửa khẩu Tây Trang            |
| 09  | Chiềng Khương         | Ban Dan                 | Sơn La                  | Lào          | Khu kinh tế cửa khẩu Sơn La               |
| 10  | Lóng Sập              | Pahang                  | Sơn La                  | Lào          | Khu kinh tế cửa khẩu Sơn La               |
| 11  | Na Mèo                | Namsoi                  | Thanh Hóa               | Lào          | Không                                     |
| 12  | Nậm Cắn               | Namkan                  | Nghệ An                 | Lào          | Không                                     |
| 13  | Cầu Treo              | Namphao                 | Hà Tĩnh                 | Lào          | Khu kinh tế cửa khẩu Cầu Treo             |
| 14  | Cha Lo                | Naphao                  | Quảng Trị               | Lào          | Khu kinh tế cửa khẩu Cha Lo               |
| 15  | Lao Bảo               | Den Savanh              | Quảng Trị               | Lào          | Khu kinh tế cửa khẩu Lao Bảo              |
| 16  | La Lay                | Lalay                   | Quảng Trị               | Lào          | Không                                     |
| 17  | Nam Giang (Đăk Ôc)    | Dak Ta Ook              | Đà Nẵng                 | Lào          | Khu kinh tế cửa khẩu Nam Giang            |
| 18  | Bờ Y                  | Phoukeua                | Quảng Ngãi              | Lào          | Khu kinh tế cửa khẩu Bờ Y                 |
| 19  | Lệ Thanh              | Cửa khẩu Oyadav         | Gia Lai                 | Campuchia    | Khu kinh tế cửa khẩu Đường 19             |
| 20  | Hoa Lư                | Trapeang Sre            | Đồng Nai                | Campuchia    | Khu kinh tế cửa khẩu Hoa Lư               |
| 21  | Xa Mát                | Trapeang Phlong         | Tây Ninh                | Campuchia    | Khu kinh tế cửa khẩu Xa Mát               |
| 22  | Tân Nam               | Meanchey                | Tây Ninh                | Campuchia    | Không                                     |
| 23  | Mộc Bài               | Bavet                   | Tây Ninh                | Campuchia    | Khu kinh tế cửa khẩu Mộc Bài              |
| 24  | Bình Hiệp             | Prey Voa                | Tây Ninh                | Campuchia    | Khu kinh tế cửa khẩu Long An              |
| 25  | Dinh Bà               | Banteay Chakrei         | Đồng Tháp               | Campuchia    | Khu kinh tế cửa khẩu Đồng Tháp            |
| 26  | Thường Phước          | Kaoh Roka               | Đồng Tháp               | Campuchia    | Khu kinh tế cửa khẩu Đồng Tháp            |
| 27  | Khánh Bình            | Chray Thom              | An Giang (Sông Bình Di) | Campuchia    | Khu kinh tế cửa khẩu An Giang             |
| 28  | Vĩnh Xương            | Kaam Samnor             | An Giang (Sông Tiền)    | Campuchia    | Khu kinh tế cửa khẩu An Giang             |
| 29  | Tịnh Biên             | Phnom Den               | An Giang                | Campuchia    | Khu kinh tế cửa khẩu An Giang             |
| 30  | Hà Tiên               | Prek Chak               | An Giang                | Campuchia    | Khu kinh tế cửa khẩu Hà Tiên              |

### Cửa khẩu quốc tế đường hàng không
- Cảng hàng không quốc tế Tân Sơn Nhất (Tp Hồ Chí Minh)
- Cảng hàng không quốc tế Nội Bài (Hà Nội)
- Cảng hàng không quốc tế Đà Nẵng (Đà Nẵng)
- Cảng hàng không quốc tế Cát Bi (Hải Phòng)
- Cảng hàng không quốc tế Phú Bài (Thừa Thiên Huế)
- Cảng hàng không quốc tế Cam Ranh (Khánh Hòa)
- Cảng hàng không quốc tế Cần Thơ (Cần Thơ)
- Cảng hàng không quốc tế Phú Quốc (Kiên Giang)
- Cảng hàng không quốc tế Vân Đồn (Quảng Ninh)
- Cảng hàng không quốc tế Vinh (Nghệ An)

### Cửa Khẩu quốc tế đường biển
- Cảng Cái Lân - Hồng Gai (Quảng Ninh)
- Cảng tàu khách quốc tế Hạ Long (Quảng Ninh)
- Cảng tàu khách quốc tế Tuần Châu (Quảng Ninh)
- Cảng Hải Phòng (Hải Phòng)
- Cảng Ninh Phúc (Ninh Bình)
- Cảng Nghi Sơn (Thanh Hóa)
- Cảng Cửa Lò (Nghệ An)
- Cảng Vũng Áng (Hà Tĩnh)
- Cảng Chân Mây (Thừa Thiên Huế)
- Cảng Tiên Sa (Đà Nẵng)
- Cảng Kỳ Hà (Quảng Nam)
- Cảng Dung Quất (Quảng Ngãi)
- Cảng Quy Nhơn (Bình Định)
- Cảng Ba Ngòi - Cam Ranh (Khánh Hòa)
- Cảng Nha Trang (Khánh Hòa)
- Cảng Vũng Tàu (Bà Rịa-Vũng Tàu)
- Cảng Phú Mỹ (Bà Rịa-Vũng Tàu)
- Cảng Sài Gòn (Tp Hồ Chí Minh)
- Cảng Cần Thơ (Cần Thơ)
- Cảng An Thới - Phú Quốc (Kiên Giang)

### Cửa Khẩu quốc tế bằng đường sắt
- Đồng Đăng (Lạng Sơn) - Đi Trung Quốc
- Lào Cai - Đi Hà Khẩu, Trung Quốc

## Danh sách cửa khẩu quốc gia Việt Nam
| Stt | Tên cửa khẩu Việt Nam | Tên cửa khẩu Nước ngoài | Huyện        | Tỉnh        | Tới quốc gia |
| --- | --------------------- | ----------------------- | ------------ | ----------- | ------------ |
| 01  | Hoành Mô              | Động Trung              | Bình Liêu    | Quảng Ninh  | Trung Quốc   |
| 02  | Bắc Phong Sinh        | Lý Hỏa                  | Hải Hà       | Quảng Ninh  | Trung Quốc   |
| 03  | Bình Nghi             | Bình Nhi Quan           | Tràng Định   | Lạng Sơn    | Trung Quốc   |
| 04  | Chi Ma                | Ái Điểm                 | Lộc Bình     | Lạng Sơn    | Trung Quốc   |
| 05  | Lý Vạn                | Thạc Long               | Hạ Lang      | Cao Bằng    | Trung Quốc   |
| 06  | Hạ Lang               | Khoa Giáp               | Hạ Lang      | Cao Bằng    | Trung Quốc   |
| 07  | Pò Peo                | Nhạc Vu                 | Trùng Khánh  | Cao Bằng    | Trung Quốc   |
| 08  | Sóc Giang             | Bình Mãng               | Hà Quảng     | Cao Bằng    | Trung Quốc   |
| 09  | Săm Pun               | Thanh Long Vàng         | Mèo Vạc      | Tuyên Quang | Trung Quốc   |
| 10  | Phó Bảng              | Cheng Sung Song         | Đồng Văn     | Tuyên Quang | Trung Quốc   |
| 11  | Xín Mần (Long Tuyền)  | Đô Long                 | Xín Mần      | Tuyên Quang | Trung Quốc   |
| 12  | Mường Khương          | Kiều Đầu                | Mường Khương | Lào Cai     | Trung Quốc   |
| 13  | A Pa Chải             | Long Phú                | Mường Nhé    | Điện Biên   | Trung Quốc   |
| 14  | Si Pa Phìn            | Houay La (Huổi Lả)      | Mường Nhé    | Điện Biên   | Lào          |
| 15  | Cà Roòng              | Nong Ma                 | Bố Trạch     | Quảng Trị   | Lào          |
| 16  | Tà Meo                | Attapu Desica           | Đakrông      | Quảng Trị   | Lào          |
| 17  | Hồng Vân              | Kutai                   | A Lưới       | Huế         | Lào          |
| 18  | A Đớt                 | Tavang                  | A Lưới       | Huế         | Lào          |
| 19  | Cẩm Lệ                | Angkor Tovang           | Chư Prông    | Gia Lai     | Campuchia    |
| 20  | Đăk Ruê               | Chi Mian                | Ea Súp       | Đắk Lắk     | Campuchia    |
| 21  | Đăk Peur              | Nam Lieou               | Đăk Mil      | Lâm Đồng    | Campuchia    |
| 22  | Bu Prăng              | O Raing                 | Tuy Đức      | Lâm Đồng    | Campuchia    |
| 23  | Hoàng Diệu            | Lapakhe                 | Bù Đốp       | Đồng Nai    | Campuchia    |
| 24  | Phú Thọ Hòa           | Tbange Meanchay         | Bù Đốp       | Đồng Nai    | Campuchia    |
| 25  | Lộc Thịnh             | Tonle Chàm              | Lộc Ninh     | Đồng Nai    | Campuchia    |
| 26  | Thạnh An              | Stung Treng             | Châu Đốc     | An Giang    | Campuchia    |
| 27  | Mỹ Quý Tây            | Sam Reong               | Đức Huệ      | Tây Ninh    | Campuchia    |
| 28  | Hương Uyên            | Svay A Ngoong           | Tân Hưng     | Tây Ninh    | Campuchia    |
| 29  | Giang Thành           | Ton Hon                 | Giang Thành  | An Giang    | Campuchia    |

## Thống kê cửa khẩu Việt Nam
| Stt | Tên cửa khẩu                  | Cấp      | Loại       | Huyện, Quận, Thị xã | Tỉnh, Thành     | Tới cửa khẩu        | Quốc gia   | Khu kinh tế |
| --- | ----------------------------- | -------- | ---------- | ------------------- | --------------- | ------------------- | ---------- | ----------- |
| 01  | Nội Bài                       | Quốc tế  | Hàng không | Sóc Sơn             | Hà Nội          | Nhiều Quốc gia      |            |             |
| 02  | Cát Bi                        | Quốc tế  | Hàng không | Hải An              | Hải Phòng       | nt                  |            |             |
| 03  | Vân Đồn                       | Quốc tế  | Hàng không | Vân Đồn             | Quảng Ninh      | nt                  |            |             |
| 04  | Móng Cái                      | Quốc tế  | Đường bộ   | Móng Cái            | Quảng Ninh      | Đông Hưng           | Trung Quốc | Có          |
| 05  | Hoành Mô                      | Quốc gia | Đường bộ   | Bình Liêu           | Quảng Ninh      | Động Trung          | Trung Quốc | Không       |
| 06  | Bắc Phong Sinh                | Quốc gia | Đường bộ   | Hải Hà              | Quảng Ninh      | Lý Hỏa              | Trung Quốc | Không       |
| 07  | Chi Ma                        | Quốc gia | Đường bộ   | Lộc Bình            | Lạng Sơn        | Ái Điểm             | Trung Quốc | Có          |
| 08  | Co Sâu                        | Tỉnh     | Đường bộ   | Cao Lộc             | Lạng Sơn        |                     | Trung Quốc | Không       |
| 09  | Pò Nhùng                      | Tỉnh     | Đường bộ   | Cao Lộc             | Lạng Sơn        |                     | Trung Quốc | Không       |
| 10  | Hữu Nghị                      | Quốc tế  | Đường bộ   | Cao Lộc             | Lạng Sơn        | Bằng Tường          | Trung Quốc | Có          |
| 11  | Đồng Đăng                     | Quốc tế  | Đường sắt  | Cao Lộc             | Lạng Sơn        | nt                  | Trung Quốc | Có          |
| 12  | Cốc Nam                       | Quốc gia | Đường bộ   | Văn Lãng            | Lạng Sơn        | Lộng Hoài           | Trung Quốc | Có          |
| 13  | Tân Thanh                     | Quốc gia | Đường bộ   | Văn Lãng            | Lạng Sơn        | Pu Zhai (Pò Chài)   | Trung Quốc | Không       |
| 14  | Bình Nghi                     | Tỉnh     | Đường bộ   | Tràng Định          | Lạng Sơn        | Bình Nhi Quan       | Trung Quốc | Không       |
| 15  | Nà Nưa                        | Tỉnh     | Đường bộ   | Tràng Định          | Lạng Sơn        |                     | Trung Quốc | Không       |
| 16  | Lý Vạn                        | Quốc gia | Đường bộ   | Hạ Lang             | Cao Bằng        | Thạc Long           | Trung Quốc | Không       |
| 17  | Hạ Lang                       | Quốc gia | Đường bộ   | Hạ Lang             | Cao Bằng        | Khoa Giáp           | Trung Quốc | Không       |
| 18  | Tà Lùng                       | Quốc gia | Đường bộ   | Phục Hòa            | Cao Bằng        | Thủy Khẩu           | Trung Quốc | Có          |
| 19  | Pò Peo                        | Quốc gia | Đường bộ   | Trùng Khánh         | Cao Bằng        | Nhạc Vu             | Trung Quốc | Không       |
| 20  | Trà Lĩnh                      | Quốc tế  | Đường bộ   | Trà Lĩnh            | Cao Bằng        | Long Bang           | Trung Quốc | Có          |
| 21  | Sóc Giang                     | Quốc gia | Đường bộ   | Hà Quảng            | Cao Bằng        | Bình Mãng           | Trung Quốc | Không       |
| 22  | Săm Pun                       | Quốc gia | Đường bộ   | Mèo Vạc             | Hà Giang        | Thanh Long Vàng     | Trung Quốc | Không       |
| 23  | Phó Bảng                      | Quốc gia | Đường bộ   | Đồng Văn            | Hà Giang        | Cheng Sung Song     | Trung Quốc | Không       |
| 24  | Thanh Thủy                    | Quốc tế  | Đường bộ   | Vị Xuyên            | Hà Giang        | Thiên Bảo           | Trung Quốc | Có          |
| 25  | Xín Mần (Long Tuyền)          | Quốc gia | Đường bộ   | Xín Mần             | Hà Giang        | Đô Long             | Trung Quốc | Không       |
| 26  | Mường Khương (Tung Chung Phố) | Quốc gia | Đường bộ   | Mường Khương        | Lào Cai         | Kiều Đầu            | Trung Quốc | Không       |
| 27  | Lào Cai                       | Quốc tế  | Đường bộ   | Lào Cai             | Lào Cai         | Hà Khẩu             | Trung Quốc | Có          |
| 28  | Bản Vược                      | Quốc gia | Đường bộ   | Bát Xát             | Lào Cai         | Ba Sa               | Trung Quốc | Không       |
| 29  | Ma Lù Thàng                   | Quốc tế  | Đường bộ   | Phong Thổ           | Lai Châu        | Kim Thủy Hà         | Trung Quốc | Có          |
| 30  | A Pa Chải                     | Quốc gia | Đường bộ   | Mường Nhé           | Điện Biên       | Long Phú            | Trung Quốc | Không       |
| 31  | Si Pa Phìn                    | Quốc gia | Đường bộ   | Mường Nhé           | Điện Biên       | Houay La (Huổi Lả)  | Lào        | Không       |
| 32  | Tây Trang                     | Quốc tế  | Đường bộ   | Điện Biên           | Điện Biên       | Sop Hun (Sôp Hùn)   | Lào        | Có          |
| 33  | Chiềng Khương                 | Quốc tế  | Đường bộ   | Sông Mã             | Sơn La          | Ban Dan (Bản Đán)   | Lào        | Có          |
| 34  | Nà Cài                        | Tỉnh     | Đường bộ   | Yên Châu            | Sơn La          | Sop Dung (Sốp Đung) | Lào        | Không       |
| 35  | Lóng Sập (Pa Háng)            | Quốc tế  | Đường bộ   | Mộc Châu            | Sơn La          | Pa Hang             | Lào        | Không       |
| 36  | Tén Tằn                       | nt       | Đường bộ   | Mường Lát           | Thanh Hóa       | Somvang (Xôm Vẳng)  | Lào        | Không       |
| 37  | Na Mèo                        | Quốc tế  | Đường bộ   | Quan Sơn            | Thanh Hóa       | Namsoi (Nậm Xôi)    | Lào        | Có          |
| 38  | Khẹo                          | Tỉnh     | Đường bộ   | Thường Xuân         | Thanh Hóa       | Thalao (Tha Lấu)    | Lào        | Không       |
| 39  | Vinh                          | Quốc tế  | Hàng không | Tp Vinh             | Nghệ An         |                     |            |             |
| 40  | Nậm Cắn                       | nt       | Đường bộ   | Kỳ Sơn              | Nghệ An         | Namkan (Nậm Cắn)    | Lào        | Không       |
| 41  | Thanh Thủy                    | Quốc gia | Đường bộ   | Thanh Chương        | Nghệ An         | Namon (Nậm On)      | Lào        | Không       |
| 42  | Cầu Treo                      | Quốc tế  | Đường bộ   | Hương Sơn           | Hà Tĩnh         | Namphao (Nậm Phao)  | Lào        | Có          |
| 43  | Cha Lo                        | nt       | Đường bộ   | Minh Hóa            | Quảng Bình      | Naphao (Nà Phao)    | Lào        | Có          |
| 44  | Cà Roòng                      | Quốc gia | Đường bộ   | Bố Trạch            | Quảng Bình      | Nong Ma             | Lào        | Có          |
| 45  | Lao Bảo                       | Quốc tế  | Đường bộ   | Hướng Hóa           | Quảng Trị       | Den Savanh          | Lào        | Có          |
| 46  | La Lay                        | Quốc tế  | Đường bộ   | Đakrông             |                 | La Lay              | Lào        | Có          |
| 47  | Hồng Vân                      | Quốc gia | Đường bộ   | A Lưới              | Thừa Thiên Huế  | Kutai               | Lào        | Không       |
| 48  | A Đớt                         | Quốc gia | Đường bộ   | A Lưới              | Thừa Thiên Huế  | Tavang (Tà Vàng)    | Lào        | Có          |
| 49  | Phú Bài                       | Quốc tế  | Hàng không | Hương Thủy          | Thừa Thiên Huế  |                     |            |             |
| 50  | Đà Nẵng                       | Quốc tế  | Hàng không | Hải Châu            | Đà Nẵng         |                     |            |             |
| 51  | Ch'Ơm                         | Tỉnh     | Đường bộ   | Tây Giang           | Quảng Nam       | Kaleum (Kà Lừm)     | nt         | Không       |
| 52  | La Dêê (Đăk Ôc)               | Quốc gia | Đường bộ   | Nam Giang           | Quảng Nam       | Dak Ta Ook          | nt         | Có          |
| 53  | Bờ Y                          | Quốc tế  | Đường bộ   | Ngọc Hồi            | Kon Tum         | Phou Keua (Phù Kưa) | nt         | Có          |
| 54  | Đăk Kôi                       | Quốc gia | Đường bộ   | Ngọc Hồi            | Kon Tum         | Kon Tuy Neak        | Campuchia  | Không       |
| 55  | Đăk Ruê                       | Quốc gia | Đường bộ   | Ea Súp              | Đắk Lắk         | Chi Mian            | Campuchia  | Không       |
| 56  | Lệ Thanh                      | Quốc tế  | Đường bộ   | Đức Cơ              | Gia Lai         | O'Yadaw             | Campuchia  | Có          |
| 57  | Cảng HK Cam Ranh              | Quốc tế  | Hàng không | Tp Cam Ranh         | Khánh Hòa       |                     |            |             |
| 58  | Đăk Peur                      | Quốc gia | Đường bộ   | Đăk Mil             | Đắk Nông        | Nam Lieou           | Campuchia  | Không       |
| 59  | Bu Prăng                      | Quốc gia | Đường bộ   | Tuy Đức             | nt              | O Raing             | Campuchia  | Không       |
| 60  | Hoa Lư                        | Quốc tế  | Đường bộ   | Lộc Ninh            | Bình Phước      | Trapeang Srer       | Campuchia  | Có          |
| 61  | Hoàng Diệu                    | Quốc gia | Đường bộ   | Bù Đốp              |                 | Lapakhe             | Campuchia  | Không       |
| 62  | Tân Tiến                      | Quốc gia | Đường bộ   | Bù Đốp              | Chay Kh’Leng    |                     | Campuchia  | Không       |
| 63  | Lộc Thịnh                     | Quốc gia | Đường bộ   | Lộc Ninh            | Tonle Chàm      |                     | Campuchia  | Không       |
| 64  | Xa Mát                        | Quốc tế  | Đường bộ   | Tân Biên            | Trapeang Phlong | Có                  | Campuchia  |             |
| 65  | Mộc Bài                       | Quốc tế  | Đường bộ   | Bến Cầu             | Bavet           | Có                  | Campuchia  |             |
| 66  | Kà Tum                        | Quốc gia |            | Tân Châu            | Chan Moul       | Không               | Campuchia  |             |
| 67  | Tống Lê Chân                  | Quốc gia | nt         | nt                  | Sa Tum          | Không               | Campuchia  |             |
| 68  | Vạc Sa                        | Quốc gia | nt         | nt                  |                 | Không               | Campuchia  |             |
| 69  | Tân Nam                       | Quốc tế  | nt         | Tân Biên            | Meanchey        | Không               | Campuchia  |             |
| 70  | Chàng Riệc                    | Quốc gia | nt         | nt                  | Da Tbong Khmum  | Không               | Campuchia  |             |
| 71  | Phước Tân                     | nt       | nt         | Châu Thành          | Bos Mon         | Không               | Campuchia  |             |
| 72  | Tân Sơn Nhất                  | Quốc tế  | Hàng không | Tân Bình            | Tp Hồ Chí Minh  |                     |            |             |
| 73  | Bình Hiệp                     | nt       | Đường bộ   | Kiến Tường          | Long An         | Prey Voir           | nt         | Có          |
| 74  | Mỹ Quý Tây                    | Quốc gia | Đường bộ   | Đức Huệ             | Long An         | Sam Reong           | nt         | Không       |
| 75  | Hưng Điền                     | Tỉnh     | Đường bộ   | Vĩnh Hưng           | Long An         |                     | nt         | Không       |
| 76  | Thông Bình                    | Quốc gia |            | Tân Hồng            | Đồng Tháp       |                     | nt         | Không       |
| 77  | Dinh Bà                       | Quốc tế  | nt         | Tân Hồng            | Đồng Tháp       | Banteay Chakrey     | nt         | Có          |
| 78  | Sở Thượng                     | Quốc gia | nt         | Hồng Ngự            | Đồng Tháp       |                     | nt         | Không       |
| 79  | Thường Phước                  | Quốc tế  | Đường sông | Hồng Ngự            | Đồng Tháp       | Kaoh Roka           | nt         | Có          |
| 80  | Vĩnh Xương                    | Quốc tế  | Đường sông | Tân Châu            | An Giang        | Kaam Samnor         | nt         | Có          |
| 81  | Khánh Bình                    | Quốc tế  | Đường sông | An Phú              | An Giang        | Chrey Thom          | nt         | Có          |
| 82  | Bắc Đại                       | Tỉnh     | Đường bộ   | An Phú              | An Giang        |                     | nt         | Không       |
| 83  | Vĩnh Hội Đông                 | Quốc gia | Đường bộ   | An Phú              | An Giang        | Kompong Krosang     | nt         | Không       |
| 84  | Tịnh Biên                     | Quốc tế  | Đường bộ   | Tịnh Biên           | An Giang        | Phnom Den           | nt         | Có          |
| 85  | Giang Thành                   | Quốc gia | Đường bộ   | Giang Thành         | Kiên Giang      | Ton Hon             | nt         | Không       |
| 86  | Hà Tiên (Xà Xía)              | Quốc tế  | Đường bộ   | Hà Tiên             | Kiên Giang      | Prek Chak           | nt         | Có          |